# Symfoniczny black metal
Symfoniczny black metal (Symphonic Black Metal) - podgatunek black metalu powstały na początku lat 90. XX w. w Europie. Charakteryzują go orkiestracje wykonywane na instrumentach klawiszowych lub przez orkiestrę symfoniczną.
Przedstawicielami symfonicznego black metalu są m.in.: norweskie formacje Emperor, Old Man’s Child i Dimmu Borgir oraz brytyjski zespół Cradle of Filth, w Polsce zaś Vesania.